# Aeroportul Eduardo Falla Solano
Aeroportul Eduardo Falla Solano (IATA: SVI, ICAO: SKSV) este un aeroport din Departamento del Meta⁠(d), Columbia ce deservește zona San Vicente del Caguán⁠(d). Aeroportul a fost tranzitat în 2022 de 8.358 de pasageri.
Situat la o altitudine de 263 m, aeroportul dispune de o singură pistă.